# Arambi Yemizh
Arambi Yemizh –en ruso, Арамбий Емиж– (Asokolái, URSS, 9 de febrero de 1953) es un deportista soviético que compitió en judo.
Participó en los Juegos Olímpicos de Moscú 1980, obteniendo una medalla de bronce en la categoría de –60 kg. Ganó una medalla de bronce en el Campeonato Europeo de Judo de 1979.

## Palmarés internacional
| Juegos Olímpicos   | Juegos Olímpicos   | Juegos Olímpicos  | Juegos Olímpicos |
| Año                | Lugar              | Medalla           | Categoría        |
| ------------------ | ------------------ | ----------------- | ---------------- |
| 1980               | Moscú ( URSS)      | Medalla de bronce | –60 kg           |
| Campeonato Europeo |                    |                   |                  |
| Año                | Lugar              | Medalla           | Categoría        |
| 1979               | Bruselas (Bélgica) | Medalla de bronce | –60 kg           |